# エスメラルダ・ガルシア
エスメラルダ・ガルシア（Esmeralda de Jesus Freitas Garcia Silami、1959年2月16日 - ）はブラジル・ミナスジェライス州出身の女子陸上競技選手。専門は短距離走、走り幅跳び、三段跳び。
1976年モントリオールオリンピック出場、1983年パンアメリカン競技大会で金メダルを獲得するなど短距離走の選手として多くの成績を残した。その後は走り幅跳び、三段跳びの競技を始め、三段跳びの13メートル68の記録は1986年6月5日にインディアナポリスで打ち立てた記録は、1987年5月2日にウェンディ・ブラウンに破られるまで世界記録であった。